# オレンジ計画
オレンジ計画（オレンジけいかく、オレンジプラン、英: War Plan Orange）とは、戦間期の1920年代から1930年代において立案された、将来起こり得る日本との戦争へ対処するためのアメリカ海軍の戦争計画である。
カラーコード戦争計画のひとつであり、交戦可能性のある当時の五大国を色分けし計画されたものである。
計画はポーツマス条約成立後の1906年の非公式調査から始まり、当時は様々な想定がなされていた。最終的な案は1911年にレイモンド・P・ロジャーズによって考案された。1924年初頭に陸海軍合同会議（Joint Army and Navy Board）において採用された。

## 概要
カラーコード戦争計画は連合国対枢軸国を仮定したレインボー・プランに先行した計画であり、その中でオレンジ計画はアメリカ合衆国が対日戦を行う場合に基づいて研究され続けていた。
1898年（明治31年）の米西戦争によりフィリピン、グアムを獲得したアメリカが西太平洋をそのまま西進して行き着く方向には、日本があった。日本は、1894年（明治27年）の日清戦争により朝鮮半島を含め大陸へと進出し始めていた。
わずか半世紀前にマシュー・ペリー率いる自国の東インド艦隊を訪問（黒船来航）させ開国させた日本が、富国強兵策を取って中国へ進出してきたことは、米西戦争を終えたアメリカにとって潜在的な、しかし警戒すべき問題となっていた。この頃からアメリカは対日本戦争計画の研究作業を開始する。
1905年（明治38年）に日露戦争が終結すると中国問題が日米間で重要問題と化し、両国間の緊張が高まる。アメリカは日本を仮想敵国とした戦争計画の策定に本腰を入れ始め、一連のカラーコード戦争計画の一つであるオレンジ計画が誕生する。これらカラーコード戦争計画は、後のレインボー・プランとは異なり基本的に一国対一国の戦争を想定しており、外交関係や集団安全保障に関して考慮されていなかったのだが、オレンジ計画では初期の頃より『日本が先制攻撃により攻勢に出て、消耗戦を経てアメリカが反攻に移り、海上封鎖されて日本は経済破綻して敗北する』という日米戦争のシナリオを描いてシミュレーションされ、実際の太平洋戦争もこれに近い経緯を辿っていく。日露戦争の最中、第一次世界大戦といった日本と協調関係にあった時期でも、対日本戦争計画、オレンジ計画は研究され続けていた。
1919年に海軍内で立案された頃のオレンジ計画は、まだ大きく分けて3つの案に分れていた。
1. 第1案は、西太平洋におけるフィリピン、グアムなど海外領土を要塞化し、陸軍と海軍の兵力を前方展開する案だった。
この案は、要塞化に莫大な費用がかかること、兵力の前方展開により日本との関係が悪化するであろうことから、ワシントン海軍軍縮条約締結に向かっていた日米外交の時流に合わなくなり、次第に忘れられていく。
2. 第2案は、緒戦では日本軍の攻勢に対し西太平洋のアメリカ領土が持ちこたえることを想定していた。
カリフォルニア基地での太平洋艦隊の編成（平時の艦船はその乗組員の半分のみ保持している）と、日本軍のパナマ運河への攻撃に対して防衛することが重視され、その間フィリピンや他の領土では物資の供給停止を予期した（これらの地域では、アメリカ本土からの応援は期待できないため独力で持ちこたえることとされた）。
次の段階では、兵士動員とカリフォルニアでの艦隊編成を完了させた海軍が、グアムとフィリピンのアメリカ軍を救援するために、西太平洋に出動する。その後、艦隊は日本海軍との決戦のために真北の日本列島近海へ進み、日本艦隊と決戦を行いこれを倒す。
最終段階では、制海権を握ったアメリカ艦隊が日本本土を海上封鎖し、中国からの物資に頼る日本の産業や軍事力を圧迫して降伏へ追い込む[5]。
この兵站無視、戦術重視の短期決戦案は、オレンジ計画が立案された当時、最有力案であり「フィリピンを見殺しにするな」というアメリカ軍部内の一部から熱烈に支持され続けた。アメリカ側の想定では、日本海軍はアメリカ艦隊の太平洋横断を許すものの、途中で潜水艦、空母機動部隊、駆逐艦や巡洋艦などの補助艦による攻撃でアメリカ艦隊の戦力を削るという対抗策（日本ではこれを『漸減邀撃』と呼んだ）を作成していると考えられた。そのような消耗を与えた後で日本艦隊は日本近海の「決戦海域」へ艦隊を誘い込みアメリカとの戦いを挑むとした。これは、300年以上にわたりそうであったように、戦争は敵対する国家が保有する海上艦隊同士の交戦によって決する[6][7]としたアルフレッド・セイヤー・マハンの理論（あらゆる主要海軍が第二次世界大戦の前に支持した学説）に合わせている。しかし日本軍の大幅な軍備拡張につれ、アメリカ艦隊が来援するまでアメリカ領土が持ち堪える公算が少なくなり、この案への支持も少なくなっていった。
3. 第3案は、1909年から大規模な海軍基地建設が始まったハワイを起点に、一旦は日本軍が侵略するであろうミクロネシアの島嶼を、艦隊戦力をもって飛び石伝いに占領しながら反攻していき、グアムとフィリピンを奪回するという兵站重視の長期戦案であった。
そしてアメリカ海軍がミクロネシアの地理的重要性に気付き始めたとき、第一次世界大戦においてアメリカと同じ連合国として参戦した日本は、赤道以北のドイツ領ニューギニア各諸島を占領した（その後ヴェルサイユ条約によって正式にこの地域は日本に委任統治されることとなる）。日本が急速に発展膨張して旧ドイツ領ニューギニア地域にまで進出してきたことはアメリカにとって、もはや潜在的な警戒すべき問題ではなく「脅威」となり始めていた。
そこで、創設以来絶えず海軍や陸軍へ解体吸収されそうになっていたアメリカ海兵隊が、アメリカ軍部内における組織としての存在価値を自ら新たに明示するため、1921年アール・H・エリス（英語版）海兵隊少佐が日本本土侵攻作戦についての論文｢ミクロネシア前進基地作戦行動(Advanced Base Operations in Micronesia)｣を7ヶ月で書き上げる。この論文は既に海軍内で非公式に立案されていたオレンジ計画を肉付けし、海兵隊は中部太平洋での飛び石伝いの島嶼攻撃に重要な役割、つまり敵前強行上陸を果たしていくこととなる。

## 日本側の想定
日本でもアメリカの第2案での日本側想定と同様な戦争計画を構想していた。第一次世界大戦後の1923年（大正12年）に改定された帝国国防方針では仮想敵の第一にアメリカが挙げられ、総力戦を戦うための物資の供給地（後方支援基地）として中国を確保し、アメリカ軍とは｢漸減邀撃作戦｣、つまり諸外国に比べて異例の大きさと航続力を持つ一等潜水艦や、太平洋の島嶼基地に展開した長大な航続力が特徴の（そのため爆弾搭載量や防御力を犠牲にした）陸上攻撃機によって、優勢なアメリカ艦隊が太平洋を西進してくる間に徐々にその戦力を低下せしめ、日本近海に至って戦力的に互角となってから主力艦隊同士での「艦隊決戦」に持ち込んで、最後には大和型戦艦など兵器の質的優位により勝利するというのが対米戦の方針であった。
ロンドン海軍軍縮会議において日本が求めた海軍比率70 %（米10：英10：日7）の根拠も、太平洋を横断するアメリカ艦隊を漸減邀撃で削るために必要な補助艦の戦力であり、この比率が「決戦海域」における日本艦隊の優越性をもたらすものと日本側は考えていた。アメリカも、日本側にとって70 %の優位性は攻撃の成功にあたり必須であるだろうと考え、日本側に対し60 %の比率を主張している。

## 誤算
アメリカの戦争立案者たちは潜水艦と航空活動の技術進歩がマハンの学説を時代遅れにしていることを正しく評価することができなかった。特にアメリカの立案者たちは航行中に回避行動が取れる戦艦を航空機で撃沈できる可能性や、日本の空母機動部隊がアメリカ艦隊の戦力を削るどころか真珠湾攻撃でなされたように遠路、戦列である艦隊を一挙に活動不能に陥らせるほどの打撃力を持つことについて、理解しなかった。
アメリカの計画は、真珠湾攻撃を受けて変更された。しかし緒戦のアメリカをはじめとする連合国軍の敗北とミッドウェー海戦での日本の敗北、そしてその後も続いたアメリカをはじめとする連合国軍の敗北の中でさえ、米艦隊は秩序立った「島から島へ」の前進を好み、陸上基地からの航空支援という範囲を大きく越えることは全くなかった。
一方、日本海軍も日本海海戦さながらの「艦隊決戦」に執着し、対潜水艦戦の必要性と通商路確保の持つ死活的な役割を無視した。対潜水艦戦の必要性は、ドイツの連合国船団に対する、およびアメリカの日本護送船団に対する、潜水艦による通商破壊作戦でまざまざと示されることになった。1943年半ば以降に体勢を立て直したアメリカやイギリスの作戦により、その後日本の船団は壊滅的な打撃を受け、最終的に日本の工業生産は阻害された。日本は反通商破壊作戦を用意することにも明らかに失敗した。

## オレンジ計画の登場する作品

### 小説
- 青山智樹『米国東海岸強襲　第五航空戦隊奮戦録3』勁文社〈ケイブンシャノベルス V‐50〉、1994年3月15日、213頁。ISBN 4-7669-1966-1。 - 架空戦記。

### 映像作品
- NHK特集「ドキュメント昭和～世界への登場」（5）－オレンジ作戦－ ～軍縮下の日米太平洋戦略～, 1986年（昭和61年）10月6日 NHK総合

### ボードゲーム
- M.Bennighof,『プラン・オレンジ--日本侵攻計画--』,"en:U.S. Navy Plan Orange",en:Avalanche Press),1998、国際通信社、（Command Magazine 別冊第11号）